# الدار (الرضمة)

تعديل مصدري - تعديل

الدار محلة تابعة لقرية المورح، التابعة لعزلة سودان بمديرية الرضمة إحدى مديريات محافظة إب في الجمهورية اليمنية.، بلغ تعداد سكانها 55 حسب تعداد اليمن لعام 2004.